# Ove Valentin Kielsen
Ove Valentin Kielsen (2. ledna 1803, Kodaň – 1. ledna 1864) byl dánský inspektor jižního Grónska.

## Životopis
Od roku 1824 působil Kielsen v Paamiutu a v roce 1827 byl jmenován inspektorem jižního Grónska, kterým byl do následujícího roku. Následně působil v Nuuku, Sisimiutu a Qeqertarsuaqu jako asistent, obchodník a správce kolonie.
Byl synem majora Kjelda Frederika Kielsena a Benthey Cathrine Kielsenové. V roce 1833 se oženil s Annou Dorthe Juulovou (1809–1856), dcerou Didericha Juula a Maren Westrupové.